# Col du Petit-Saint-Bernard
Pour les articles homonymes, voir Saint-Bernard.
Le col du Petit-Saint-Bernard (anciennement col de la Colonne-Joux ou de la colonne de Jupiter, en valdôtain Col du petchou Sèn Bernard, en italien Colle del Piccolo San Bernardo, en töitschu Lljicken Beerg) est un col alpin qui sépare la vallée de la Tarentaise (commune de Séez, Savoie), c’est-à-dire la vallée de l'Isère, de la vallée d'Aoste (vallon de La Thuile). D'altitude modérée (2 188 m) par rapport à son homologue suisse, il est le seul passage carrossable reliant les vallées savoyardes et valdôtaines,. Il forme une encoche entre les pointes schisteuses de Lancebranlette (2 936 m) au nord-ouest et le mont Valaisan (2 891 m) au sud-est.
Il a été fréquenté depuis la plus haute-Antiquité, comme en témoignent encore les nombreux vestiges archéologiques et historiques qui s'y trouvent. Le percement des voies transalpines du tunnel du Mont-Blanc et du tunnel du Fréjus, ouverts à la circulation respectivement en 1965 et 1980, ont largement contribué à faire diminuer sa fréquentation (133 000 véhicules en 1977).

## Histoire du col

### Préhistoire

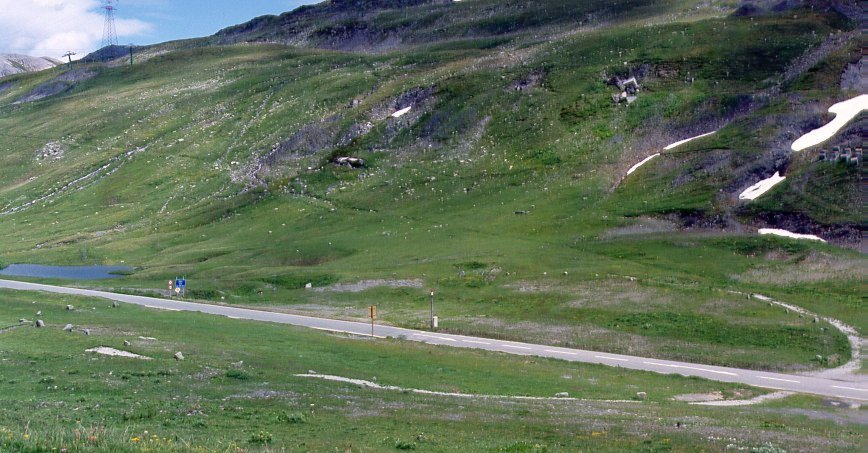
Vue d'ensemble du cromlech. La route nationale le traverse diamétralement, la frontière passant par le diamètre perpendiculaire. On distingue, en haut à droite, des restes de « fortifications » datant de la Seconde Guerre mondiale.

L'importance du col débute dès le Néolithique. Les traces d'un vaste cercle de pierres, ou cromlech, sont encore visibles aujourd'hui, malgré les dégâts irréparables commis par les services de la voirie lors de la réalisation de la route carrossable (N 90 / RN 26) ; selon certains auteurs, les travaux de soutènement auraient détruit un dolmen central[réf. nécessaire]. Le cromlech dessine une ellipse dont le grand axe, perpendiculaire à la route nationale, mesure environ 72 mètres. Sa datation demeure problématique mais pourrait remonter à l'âge du fer.

### Antiquité
Les Salasses, tribu celtique du Val d'Aoste, empruntent le col pour communiquer avec les Ceutrons, leurs cousins de Tarentaise. Il fait partie des cols que certains auteurs identifient avec le col utilisé en 218 av. J.-C. pour le passage des Alpes par Hannibal vers la plaine du Pô. Cette approche est cohérente avec une arrivée chez les Insubres, mais  ne correspond pas à une arrivée chez les Taurins.

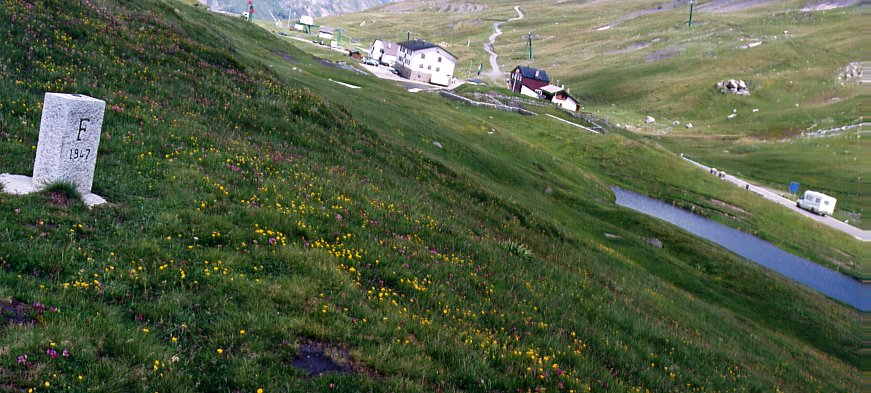
Aperçu du côté italien du col. Au premier plan, la borne frontière 6A5. On distingue, sur la bosse, les restes de la mansio romaine.

Par la suite, en 45 avant notre ère, les Romains construisent sur ordre de Jules César, une voie romaine reliant Milan à Vienne. C'est cette voie, nommée Alpis Graia, qui sera utilisée jusqu'en 1858 date à laquelle elle sera remplacée par la route RN 90. Ils construisent aussi une « mansio », l'équivalent des relais, destiné à héberger les voyageurs et à leur fournir des chevaux frais. Ses fondations demeurent aisément repérables du côté italien.
Les Romains élèvent aussi un temple à Jupiter auquel est assimilé l’ancien dieu local Graius. La colonne de Joux (issu de Jovis, génitif de Jupiter) est un vestige de ce temple. Taillée dans un bloc monolithique de serpentinite, extrait des flancs du massif, la colonne de Joux pourrait avoir été élevée en l'honneur de Jupiter et ornée d'une statue du dieu. Toutefois, il pourrait aussi s'agir d'une ancienne borme millénaire, très haute à cause de la neige.
Après la chute de l'Empire romain, à l'orée du haut-Moyen Âge, les centres du pouvoir se déplacent de Milan à Pavie et de Lyon à Vienne, et le passage du col du Petit-Saint-Bernard est en partie supplanté par le passage du col du Mont-Cenis, un itinéraire moins escarpé et moins dangereux. La mansio romaine a dû tomber alors en ruines ou fut détruite lors des grandes invasions, mais certains auteurs parlent de la construction d'un premier abri chrétien dès le Ve siècle. De fait, il semble que le col soit devenu aussi dès cette époque un repaire de brigands[réf. nécessaire].

### Saint-Bernard et l'hospice

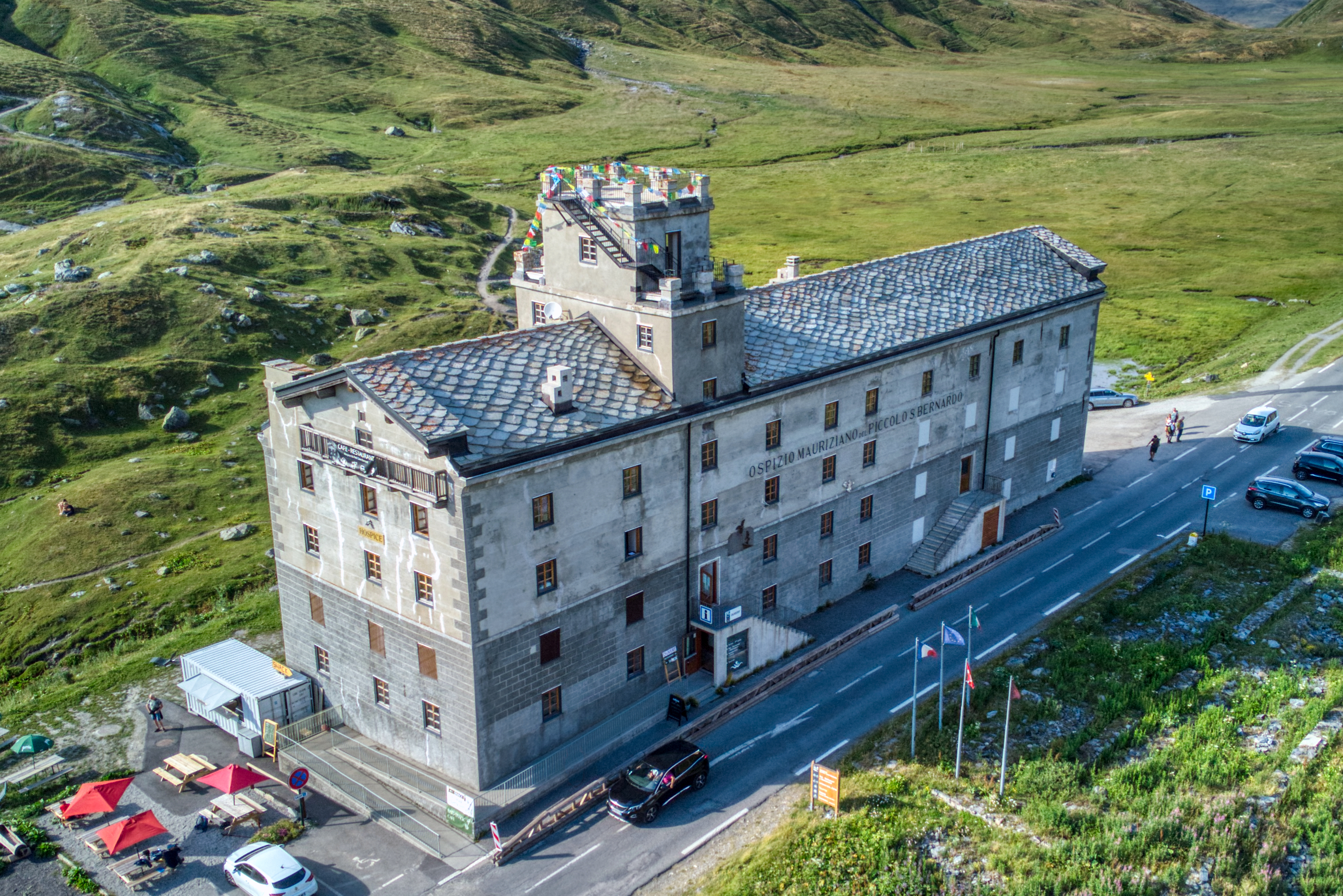
L'hospice du Petit-Saint-Bernard le long de la route d'accès au col.

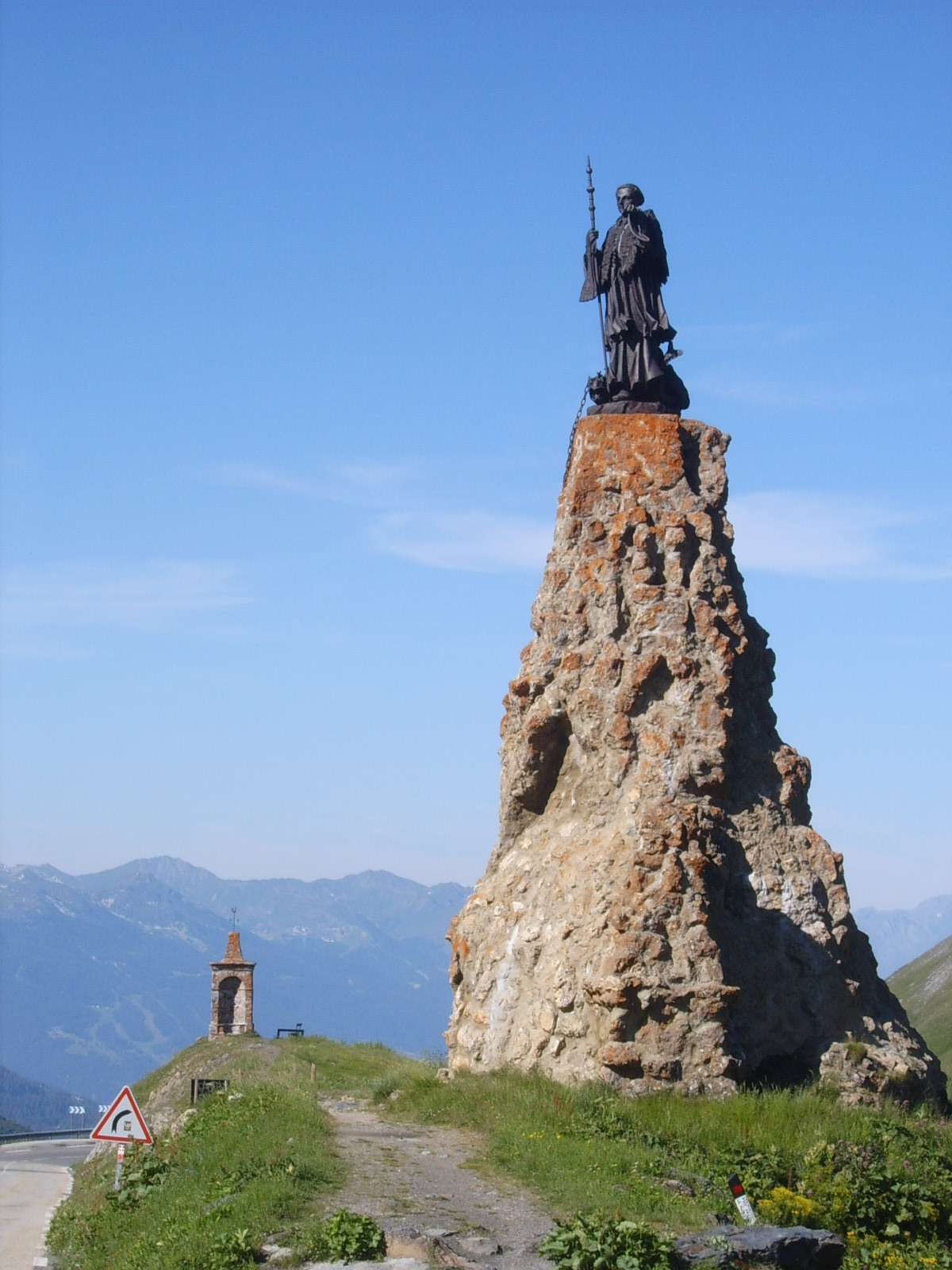
Statue de saint Bernard de Menthon.

Au milieu du XIe siècle, saint Bernard de Menthon (1020-1081), futur patron des alpinistes, fonde un hospice destiné à assurer la protection des pèlerins contre les brigands et les aléas du climat. Celui-ci aurait été érigé tout d'abord sur le versant oriental (valdôtain), puis, endommagé, reconstruit par l'archevêque Pierre II de Tarentaise (1102-1174) sur son propre diocèse, à l'ouest du col (versant tarin). Bernard conçut son réseau comme un service d'assistance gratuite ouvert à tous, à la fois centre de secours pour les pauvres et les malades, refuge pour les pèlerins, les religieux, les marchands et les soldats. Pour cela, il reprit l'ancien réseau romain, qu'il se mit à réorganiser.
En 1752, une bulle du pape Benoît XIV remet officiellement l'hospice et tous ses biens à l’ordre des Saints-Maurice-et-Lazare, qui se chargera de son fonctionnement jusqu'au début du XXe siècle, servant plus de dix mille repas chaque année, notamment aux maroniers, gens des hameaux voisins qui, en échange de l'exemption du service militaire, devaient guider les voyageurs désirant traverser le col. Après sa destruction partielle durant la Seconde Guerre mondiale, l'hospice est resté à l'abandon jusqu'en 1993. Une association s'est formée pour restaurer l'hospice. Elle reçut le soutien de l'ordre mauricien, de la commune de La Thuile, du département de la Savoie et de l'intercommunalité de Haute Tarentaise. L'hospice a finalement rouvert ses portes en 2014. C'est maintenant un gîte d'étape.
Le col a été, également avec son homologue (italo)-suisse, le lieu où la race de chien du Saint-Bernard a été créée. Bien que l'on associe ce molosse principalement au col du Grand-Saint-Bernard, la race était élevée sur les deux lieux de passage transalpins[source insuffisante]. Ainsi, nombre de chiens Saint-Bernard compagnons des moines connurent la célébrité, notamment « Ruitor », qui fut le fidèle ami du recteur Pierre Chanoux à l’hospice du Petit-Saint-Bernard, Ruitor étant le nom du sommet et d'un glacier sur les hauteurs du Petit-Saint-Bernard.

### La frontière

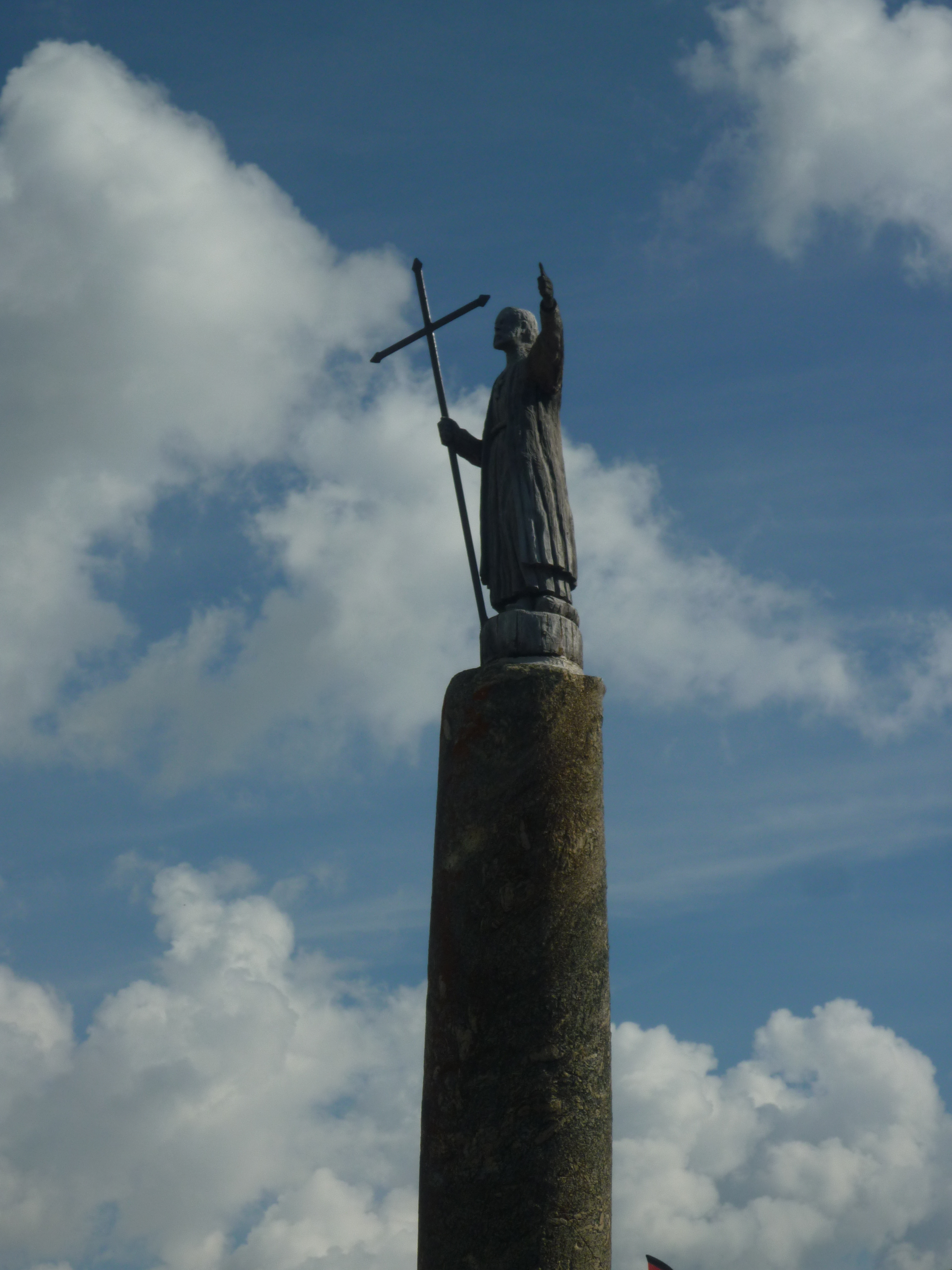
Statue de Saint Bernard de Menthon (du Mont-Joux) à la frontière.

Le col du Petit-Saint-Bernard marque, le long de la ligne de partage des eaux entre le ruisseau des lanches de Savoie (Reclus) et la Doire du Verney, la frontière naturelle (et séculaire) entre la Savoie et le Val d'Aoste. Cette ligne représente très exactement un axe de symétrie du cromlech, et marqua jusqu'en 1715 la limite communale entre Séez et la Thuile.
En 1715, en raison d'une épidémie qui décime la Savoie, les bergers de La Thuile érigent une barrière sanitaire à l'ouest du col, aux environs de l'hospice. Ils annexent de facto le territoire protégé. En 1725, un jugement est rendu, qui ne rétablit que partiellement la situation initiale : seule la moitié du territoire « confisqué » par les Valdôtains retourne aux Savoyards.
Durant la Révolution, la France annexe tout le plateau, puis, après la conférence de Vienne en 1815, on revient à la situation antérieure.
Lors de l'annexion politique de la Savoie en 1860 par Napoléon III, celui-ci s'entend avec l'Italie nouvellement née à repousser la frontière jusqu'au-delà de l'hospice au profit du royaume italien (la frontière étend une sorte de pseudopode pour englober l'hospice et ses dépendances). Il fait construire la route qui mène au col entre 1864 et 1867.
Après la Seconde Guerre mondiale, le traité de Paris, signé en 1947, stipule le retour à la stricte ligne de partage des eaux. Mais la commission topographique chargée d'exécuter le traité commet une erreur en faisant passer la frontière à la Colonne de Joux. La commune de Séez proteste, une rectification est finalement opérée : la frontière court selon le demi-petit axe du cromlech, puis rejoint la cime du mont Belvédère (là où auparavant elle passait légèrement à l'est de celui-ci).

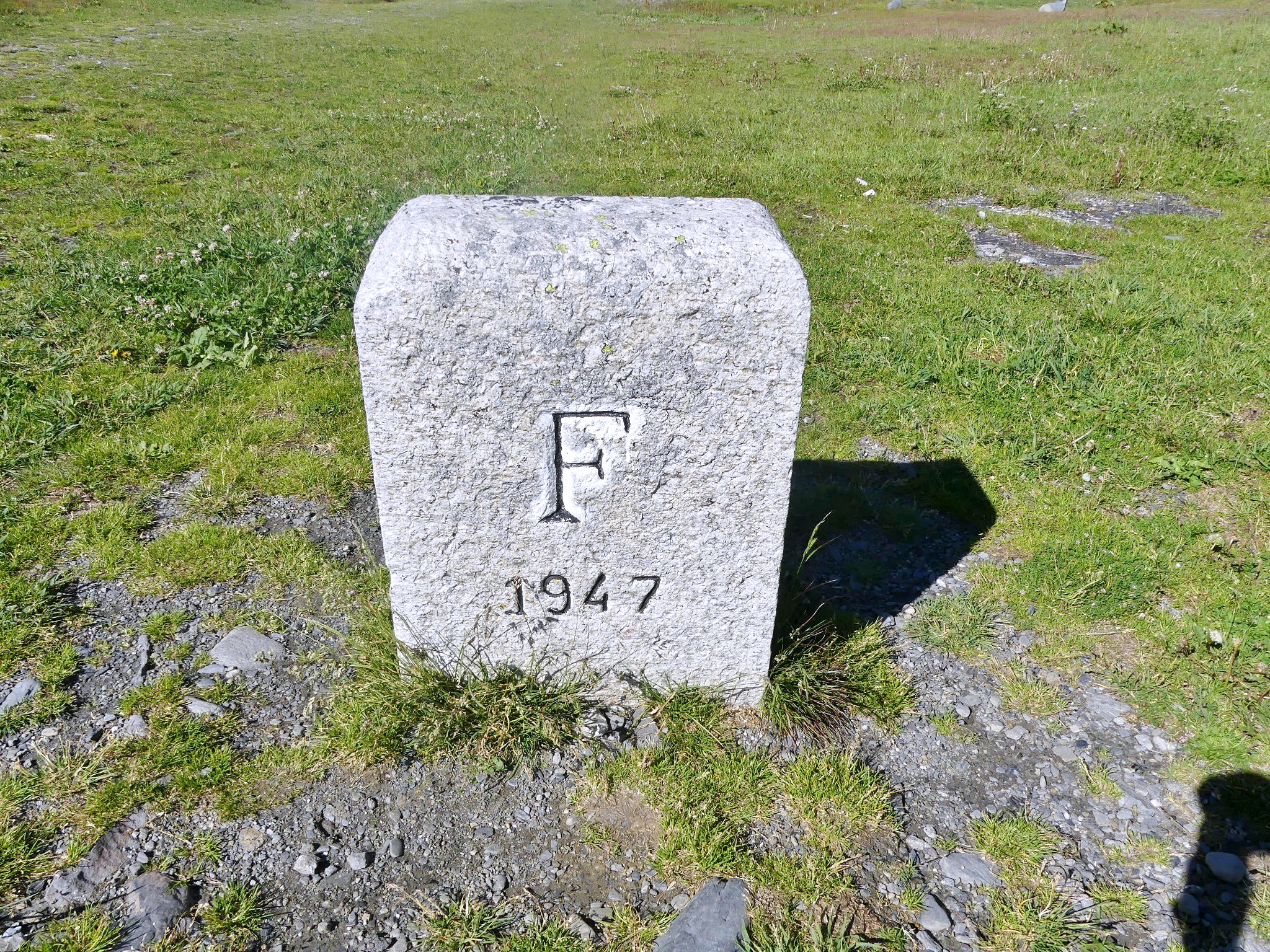
Borne frontière côté France.
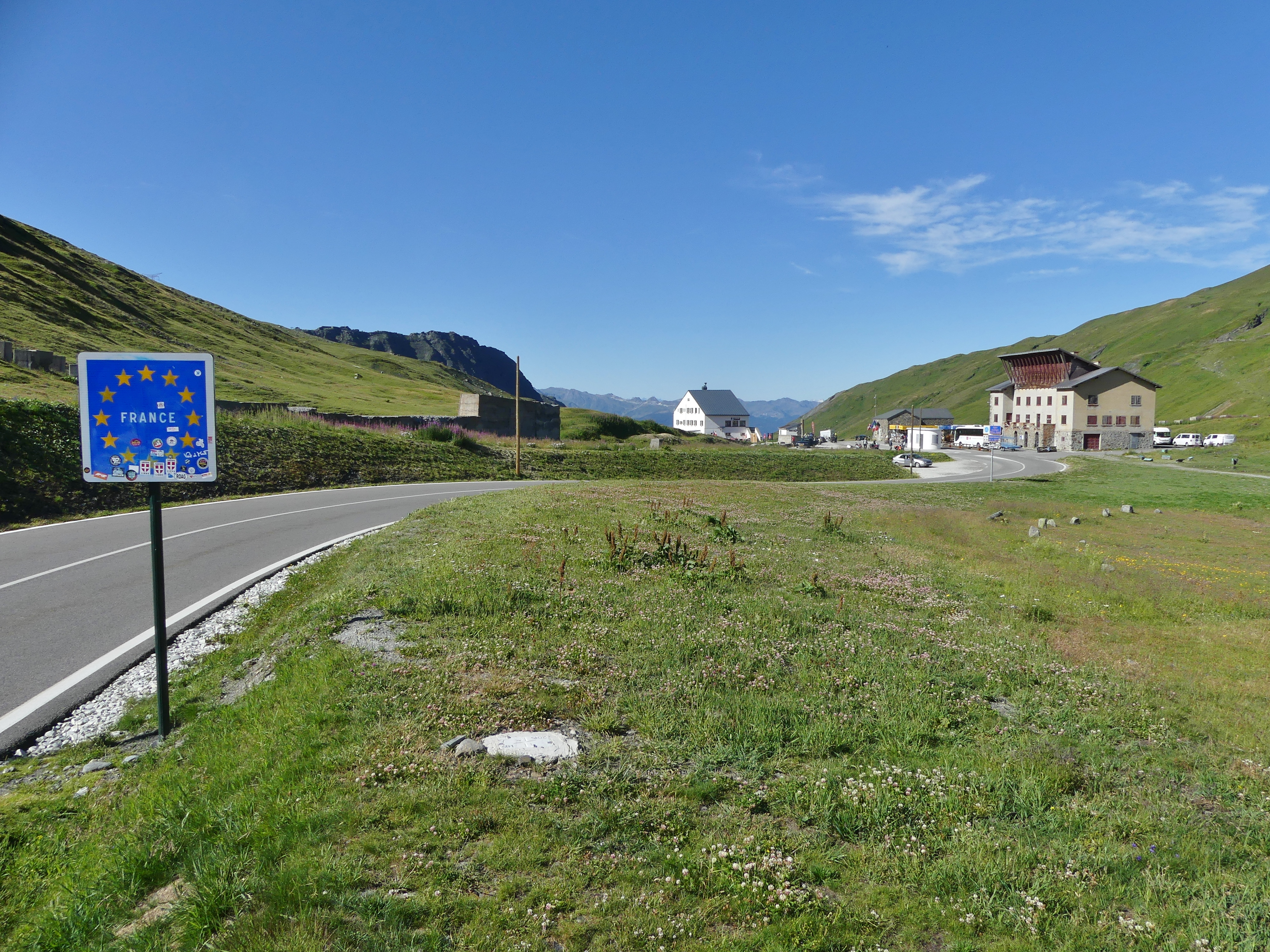
Entrée en France.
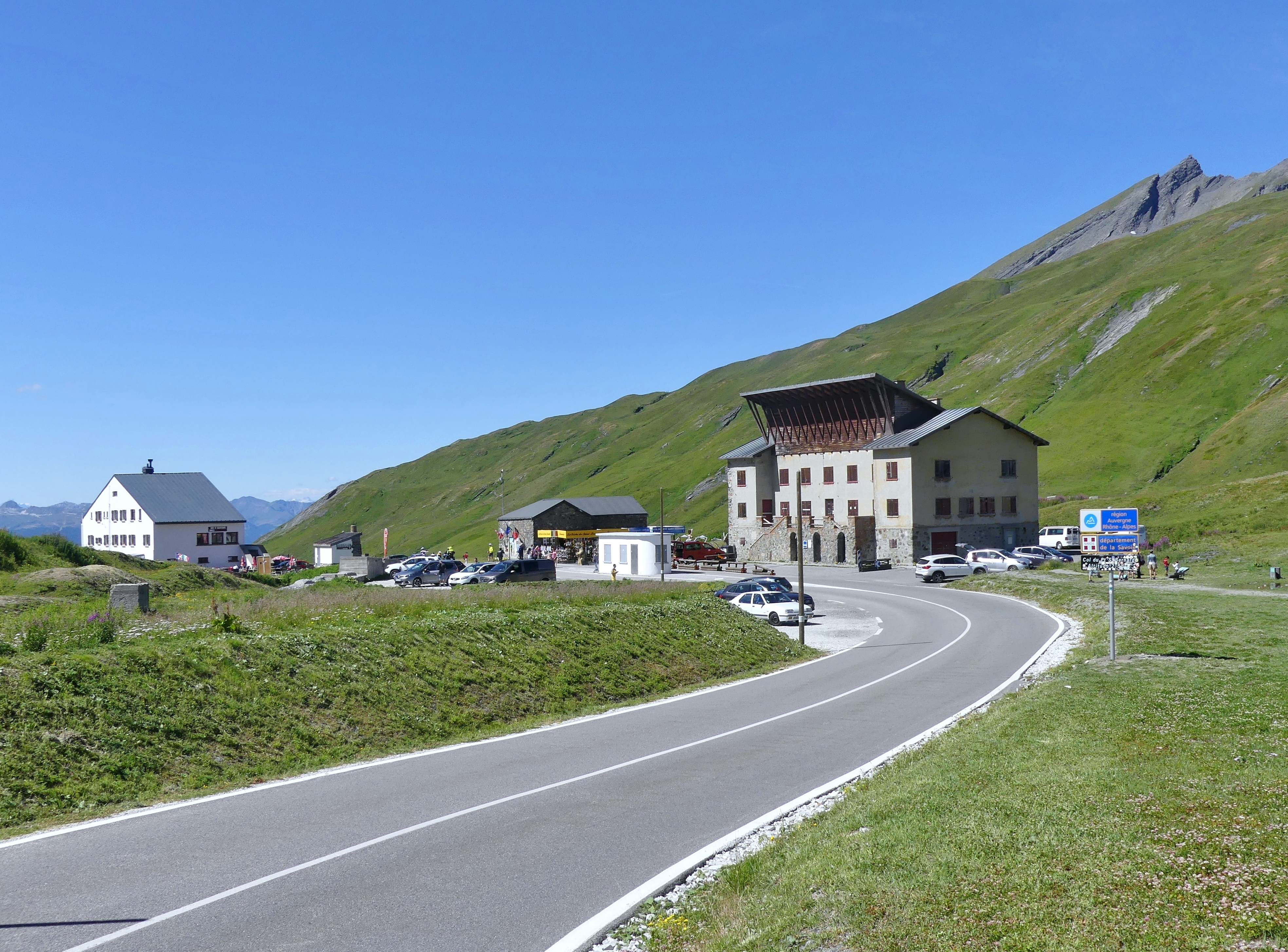
Relais français.
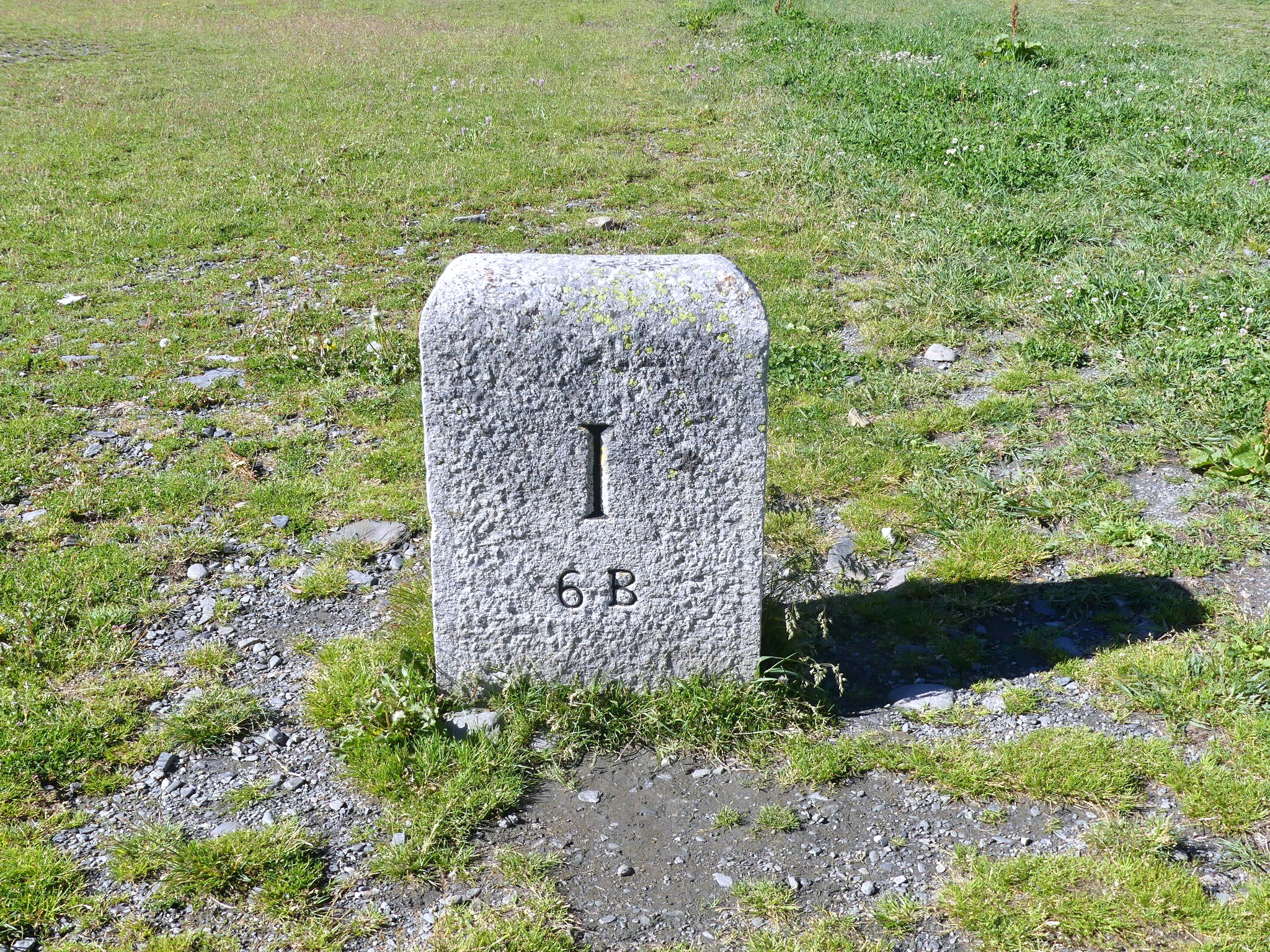
Borne frontière côté Italie.
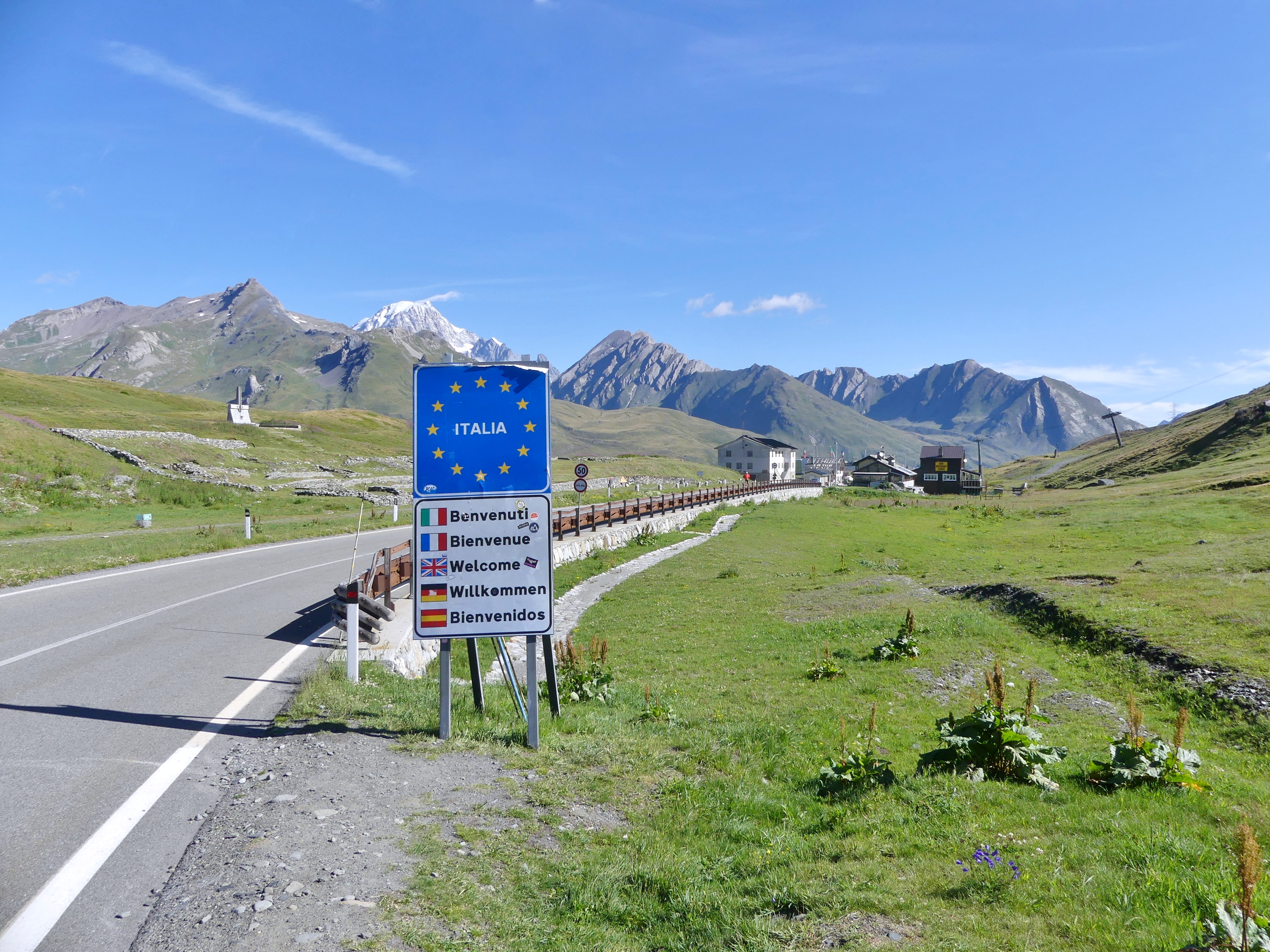
Entrée en Italie.
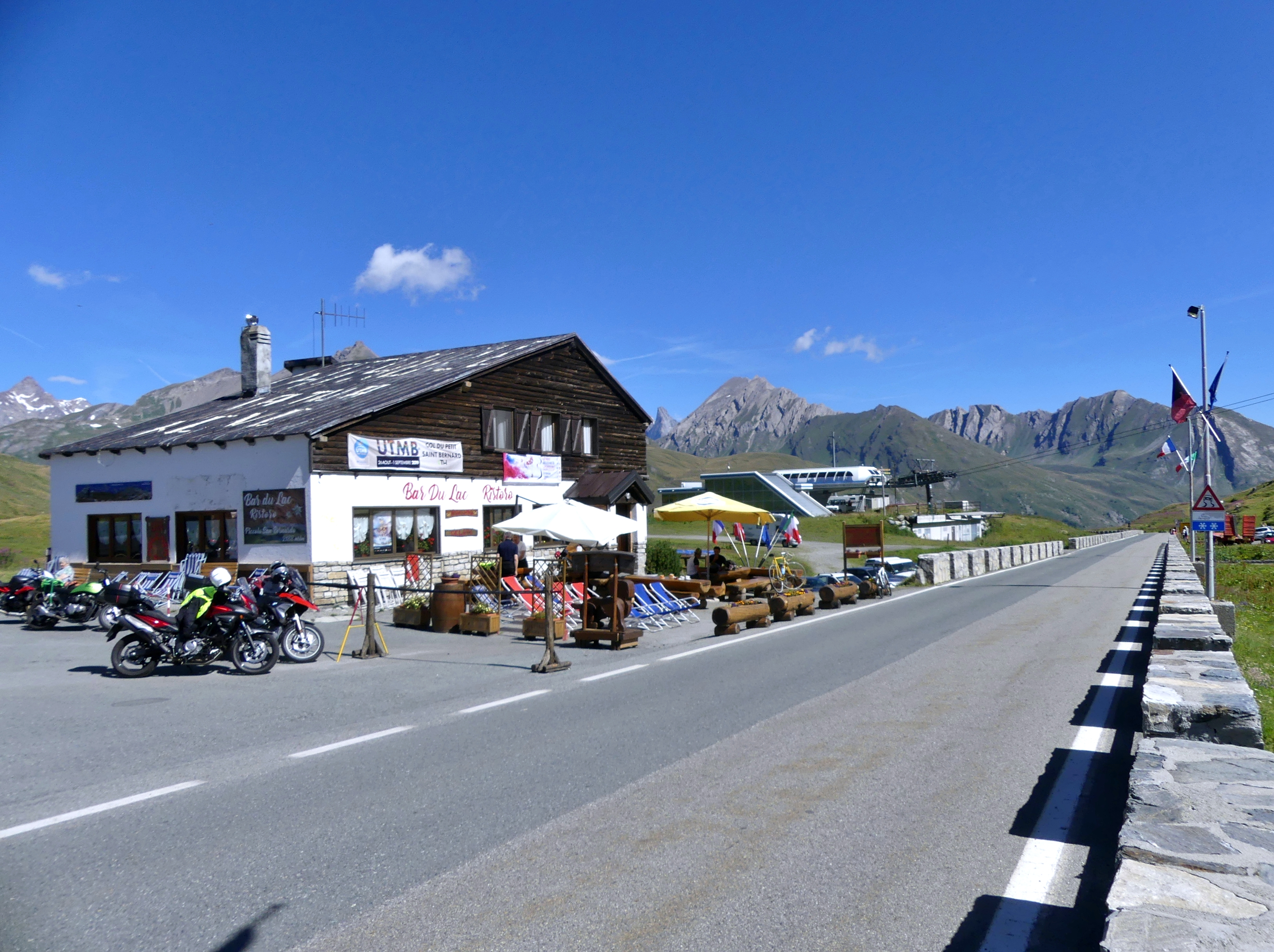
Relais italien.
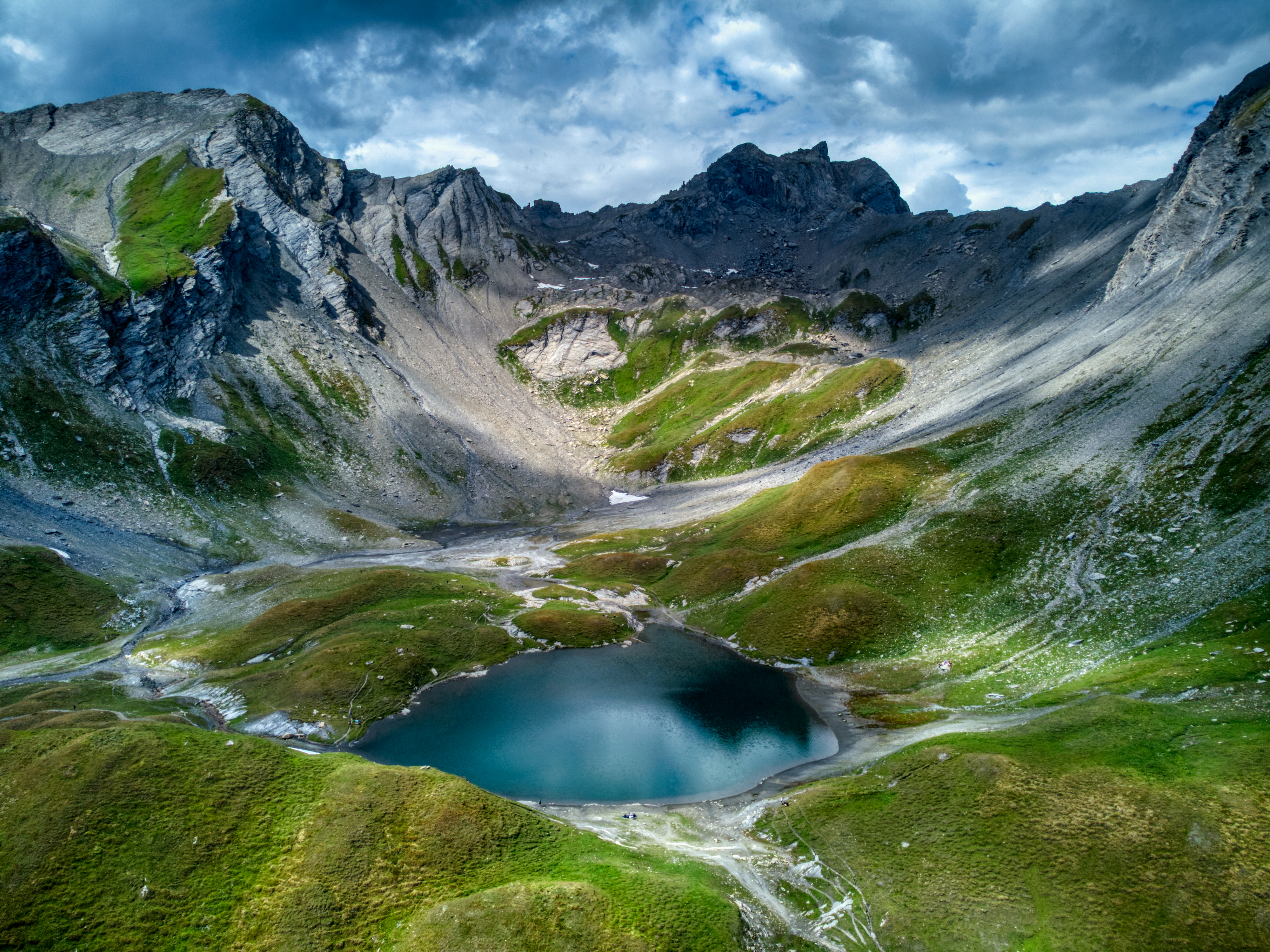
Lac Sans Fond.

### Le jardin botanique alpinChanousia

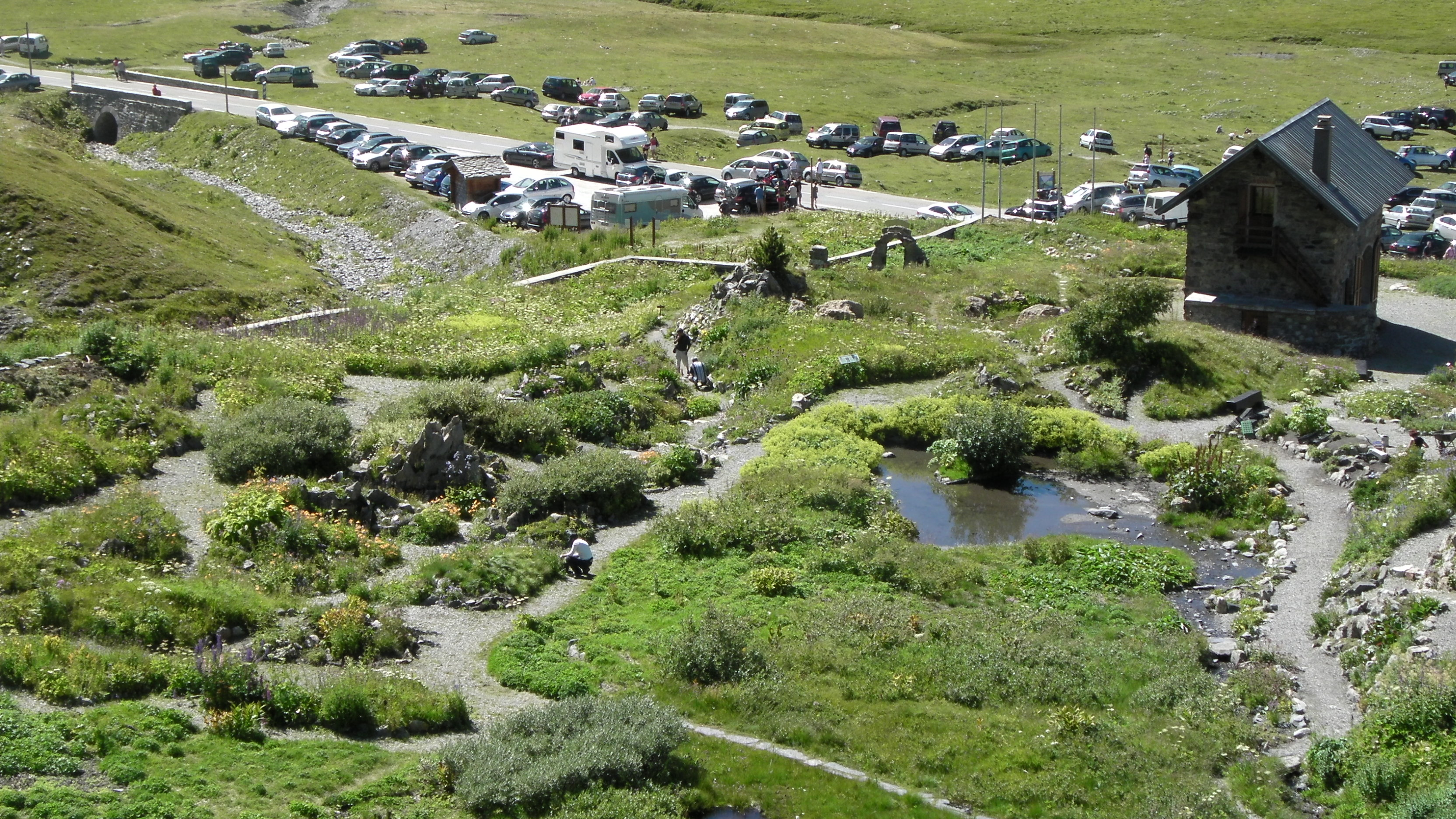
Vue panoramique du jardin Chanousia

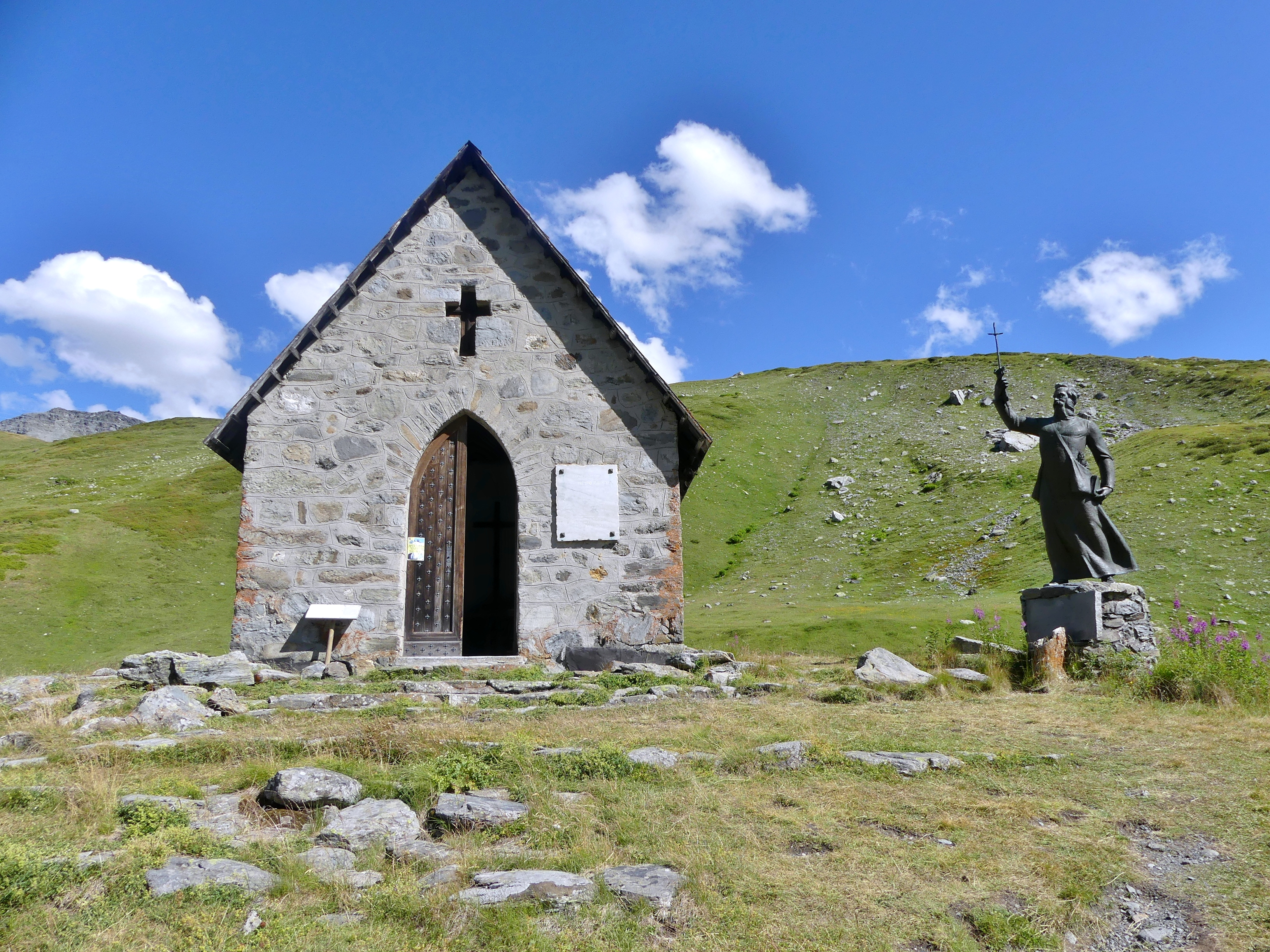
Chapelle et statue de l'abbé Pierre Chanoux.

De 1860 à 1909, l'hospice du Petit-Saint-Bernard, alors en territoire italien, a été dirigé par l'abbé Pierre Chanoux. Ce dernier, passionné de botanique, réalisa en face de l'hospice un petit jardin alpin, baptisé Chanousia en l'honneur de son fondateur.
Géré successivement par des savants italiens de renom comme les professeurs Vaccari et De Marchi, il abritait plus de 4 000 espèces de plantes alpines. Totalement dévasté lors des combats de la Seconde Guerre mondiale il fut ensuite abandonné.
En 1978, la Société de la flore valdôtaine, sous la direction d'Ephyse Noussan, lui redonne vie. Il est actuellement en territoire français, et cogéré par le département de la Savoie.

### Combats lors de la Seconde Guerre mondiale
Lorsque le 10 juin 1940, l'Italie déclare la guerre à la France, déjà vaincue, l'accaparement du col du Petit-Saint-Bernard est un des buts de Mussolini. La population de la zone frontalière est évacuée. Retranchés dans le fort de la Redoute Ruinée — une forteresse perchée à 2 400 mètres d'altitude sur les flancs de la Traversette — quarante soldats du BAF défendent le passage du col contre des milliers de soldats italiens. Les 20 et 22 juin, une action du lieutenant Tom Morel contraint les troupes italiennes à se replier. Ce verrou tient bon et beaucoup de soldats italiens trouvent la mort en tentant vainement de prendre le fort. Après avoir reçu l'ordre d'évacuation à la suite de l'armistice signé le 25 juin, les soldats français, qui comptent seulement neuf morts, évacuent le fort le 2 juillet 1940, devant les troupes fascistes qui leur rendent les honneurs.
Les troupes italiennes occupent le secteur et la population, autorisée à revenir dès septembre 1940, pour reprendre le travail des champs, constate le pillage en règle de leurs maisons. Après la reddition du maréchal Badoglio, les occupants italiens sont remplacés, le 8 septembre 1943, par des troupes de la Wehrmacht. Ce sont ces troupes que les soldats français des 13e et 7e bataillons de chasseurs alpins affrontent en avril 1945. Le 13e s'illustre sur le versant Nord, au Roc Noir, tandis que le 7e fait de même sur le Roc de Belleface, sur le versant Sud. Encerclé par les chasseurs alpins, libéré, mètre après mètre, le col du Petit-Saint-Bernard, n'est plus que désolation à la fin des combats le 29 avril 1945. L'hospice, éventré par les tirs de mortiers et ses murs criblés d'impacts de balles sont près de s'effondrer, son mobilier et sa bibliothèque sont dispersés sur le terrain et le jardin alpin de la Chanousia est entièrement dévasté.
Après la signature du traité de paix de Paris, le 10 février 1947, l'Italie abandonne 3,22 km2 et la frontière est déplacée.

### Époque contemporaine

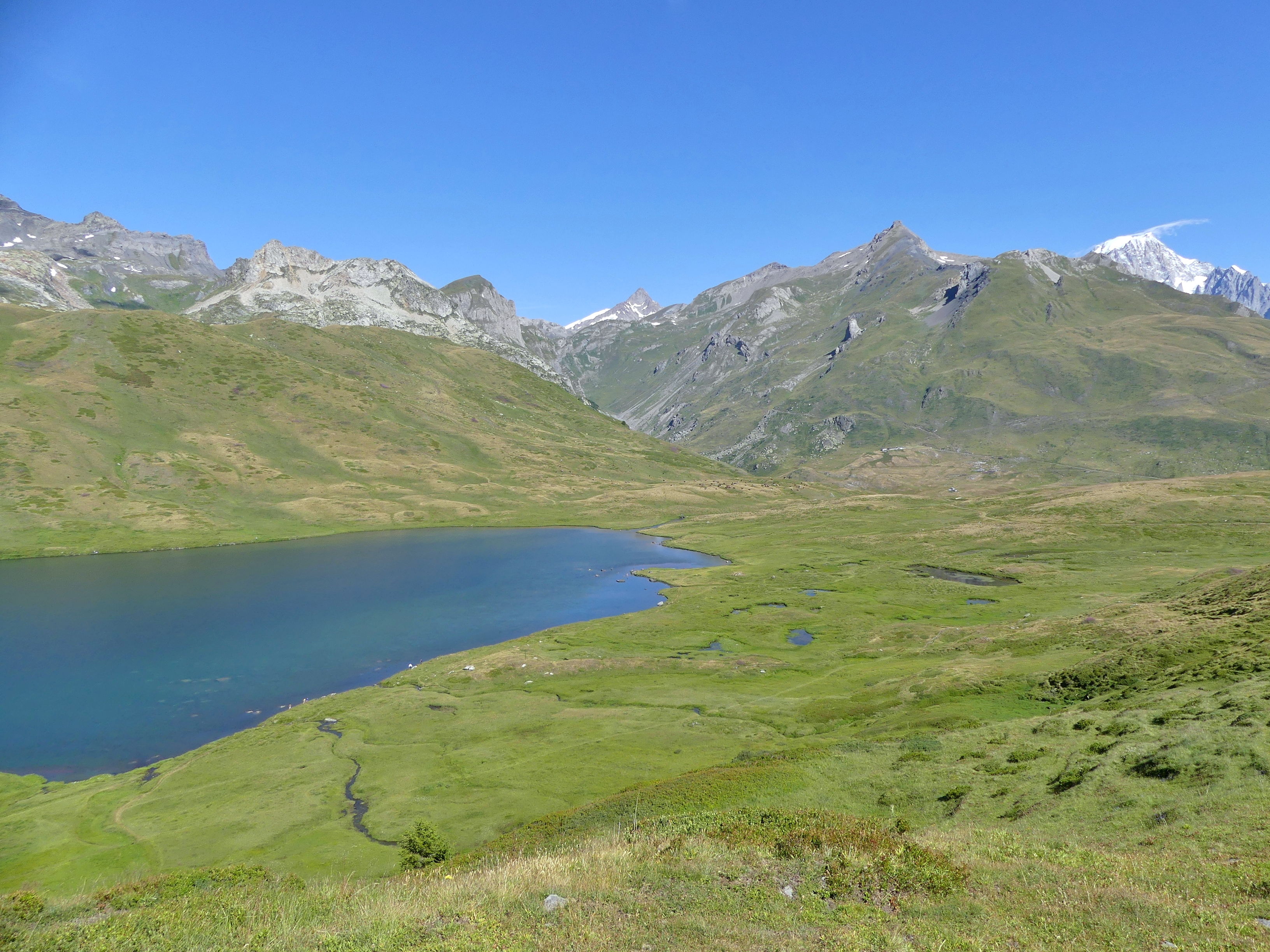
Le lac du Verney, en territoire italien en contrebas du col.

Lors de la conception de la station de ski de La Rosière, au début des années 1950 — la station est elle-même officiellement créée en 1960 —, ses initiateurs avaient déjà pensé à une liaison hivernale, par le col, avec leurs voisins valdôtains de La Thuile ; la route du col étant fermée durant les longs mois d'enneigement. À partir de 1984, le télésiège du Chardonnet et du téléski de Bellecombe, côté français, et le télésiège du Belvédère, côté italien permettent cette liaison. Cette jonction, réalisée à l'endroit même des meurtriers combats de 1940, ouvre aux skieurs un domaine skiable commun — l’espace San Bernardo — de 3 000 hectares, 150 km de pistes desservies aujourd'hui par 38 remontées mécaniques.

## Pratique sportive

### Randonnées
Le col constitue le point de départ de l'ascension du sommet de Lancebranlette (3 heures environ), lequel offre un point de vue original sur le sommet du mont Blanc (orientation nord-sud), ainsi que pour le lac Sans-Fond.

### Cyclisme
Le col du Petit-Saint-Bernard a été franchi à 4 reprises par le Tour de France. Il a été classé alternativement 2e et 1re catégorie. Voici les coureurs qui ont franchi le col en tête :
- 1949 : Gino Bartali  Italie
- 1959 : Michele Gismondi  Italie
- 1963 : Federico Bahamontes  Espagne
- 2009 : Franco Pellizotti  Italie

### Snowkite
Le col du Petit-Saint-Bernard est reconnu pour son enneigement exceptionnel, mais aussi pour son aérologie auprès des pratiquants de snowkite[réf. nécessaire]. En effet, grâce à l'échange quasi permanent de masses d'air entre les vallées de la Tarentaise et d'Aoste, le col est devenu depuis 10 ans un site de référence pour les skieurs et snowboardeurs pratiquant le snowkite (glisse tractée par un cerf-volant). Une école et une association sont sur place pour renseigner les débutants et confirmés afin d'assurer une pratique sécurisée et la pérennisation de l'activité sur le site.
Le col a accueilli la coupe du Monde de snowkite freestyle en 2006, ainsi que les championnats de France de snowkite open distance 2008, 2009 et 2010.